# ケンタウルス座オミクロン1星
ケンタウルス座ο1星（ケンタウルスざオミクロン1せい）は、ケンタウルス座の方向にある5等級の脈動変光星である。

## 概要
SRD型の半規則型変光星で、約200日の周期で4.9等と5.4等の間を半規則的に変光する。ケンタウルス座ο1星が属するSRD型は半規則型変光星といっても赤色巨星からなるSRA型やSRB型、赤色超巨星からなるSRC型とは異なるタイプの変光星であり、スペクトル型がF型からK型の黄色巨星ないし黄色超巨星である。ο1星もスペクトル型がG3Ia-0の黄色超巨星である。
265秒離れたところに5.2等のケンタウルス座ο2星（学名はο2 Centauri、略称はο2 Cen）が位置する。『フィールド版 スカイアトラス』によればο1星とο2星は二重星とされており、同書ではο1星を主星、ο2星を伴星としている。ο2星も46.3日の周期で5.12等と5.22等の間を変光するはくちょう座α型変光星である。

## 名称
学名はο1 Centauri（略称：ο1 Cen）、コルドバ掃天星表での番号はCD-58°4100、ケープ写真掃天星表での番号はCPD-58°3692、ヘンリー・ドレイパーカタログの番号はHD 100261。